# Johannes Valmari
Johannes Valmari, född 14 juni 1883 i Kemi, död 12 augusti 1939 i Helsingfors, var en finländsk lantbrukskemist.
Valmari blev filosofie doktor 1914. Han var 1908–1919 assistent vid Lantbrukets försöksanstalt och 1919–1930 direktor vid avdelningen för lantbrukskemi och -fysik vid Helsingfors universitet, där han 1919–1923 var tillförordnad professor och från 1923 professor i lantbrukskemi och -fysik.
Valmari publicerade ett antal arbeten om lantbrukskemi och behandlade i dagspressen bland annat ekonomiska ämnen och nykterhetsfrågor. Han blev känd bland annat som uppfinnare av det så kallade kotkafosfatet; utvecklade även en hälsodryck, Valmariini.